# Смрт у рају (10. сезона)
Десета сезона британске полицијске крими-драмедије Смрт у рају емитована је од 7. јануара до 18. фебруара 2021. године на каналу BBC One.

## Опис
Флоренс се вратила на Оноре на почетку сезоне. У 2. епизоди, екипи се придружио Марлон Прајс. Ж. П. је на крају сезоне прешао на Јамајку.

## Улоге

### Главне
- Ралф Литл као ДИ Невил Паркер
- Жозефин Жобер као ДН Флоренс Касел
- Тоби Бејкер као позорник Ж. П. Хупер
- Таџ Мајлс као позорник Марлон Прајс (епизоде 2−8)
- Елизабет Буржин као Кетрин Бордеј
- Дон Варингтон као начелник Селвин Патерсон

### Епизодне
- Сара Мартинс као ДН Камил Бордеј (епизоде 5−6)

### Гостујуће
- Бен Милер као ДИ Ричард Пул (епизода 6)

## Епизоде
| Бр. еп. (укупно) | Бр. еп. (у сезони) | Наслов                        | Редитељ     | Сценариста             | Премијера         | Гледаност у Британији (милиони) |
| --- | ------------------ | ----------------------------- | ----------- | ---------------------- | ----------------- | ------------------------------- |
| 73 | 1                  | "Пробно емитовање"            | Ричард Сини | Џастин Јанг            | 7. јануар 2021.   | 8,42                            |
| ТВ репортерка која треба да емитује експонат на истакнутом емитеру на Сент Мерију пронађена је мртва у свом базену. ДИ Паркер је убеђена да је њен ко-водитељ Гарфилд Турн одговоран, али у то време он је уживо интервјуисао своју ћерку. ДН Касел се враћа на острво да преузме упражњено место детектива наредника које је понудио начелник Патерсон који не помиње Паркерове идиосинкразије из страха да она неће прихватити. Начелник обавештава екипу о томе где се налази официрка Руби Патерсон која је отишла у Париз са ДН Медлин Думом, али обавештава екипу и да ће продужити паузу на неодређено време. |                    |                               |             |                        |                   |                                 |
| 74 | 2                  | "Паклена признања"            | Ричард Сини | Ема Гудвин             | 14. јануар 2021.  | 7,71                            |
| Археолог је отрован арсеном током ископавања и Паркер ускоро има осумњиченог који признаје, међутим, докази указују да она није крива. Под сумњу падају и власници земљишта јер су били против ископавања. Проблем за Паркера је био како је арсен прогутан, а да нису пронађени сумњиви докази. Начелник се расписује за новог официра, а наредник Хупер је шокиран избором Марлона Прајса којег предобро познаје. |                    |                               |             |                        |                   |                                 |
| 75 | 3                  | "Срећни у љубави"             | Крис Фогин  | Џејмс Хол и Хелен Блек | 21. јануар 2021.  | 7,87                            |
| Добитницу на лутрији Чери Џексон пронашла је мртву у својој башти њена пријатељица у посети коју је и саму онесвестио неко у кући. Ж. П. долази са супругом пријатељице и сазнаје да је тело нестало. Паркер сумња да жртвин муж има алиби који му је дала трудна љубавница. Када је Џексоново тело пронађено у мору у рибарској мрежи, једини траг је пертла у џепу. Годишњица је смрти Флоренсиног вереника, а порођај Ж. П. жене касни недељу дана. |                    |                               |             |                        |                   |                                 |
| 76 | 4                  | "Ланчана реакција"            | Крис Фогин  | Ден Мјурден            | 28. јануар 2021.  | 8,07                            |
| ДИ Паркер је примљен у болницу након тешке алергијске реакције на ујед пешчане мухе. Док је био у болници, медицинска сестра која ради на његовом одељењу очигледно је извршила самоубиство уз предозирање дрогом током ноћи у закључаној соби. Паркер, иако му није добро, није убеђен да се ради о самоубиству па истражује, а осумњичени су му лекар, пацијенти са њим на одељењу, брат медицинске сестре који треба да наследи заоставштину од пацијента на самрти у кревету насупрот Паркеру и бивша девојка брата. Погрешан доручак и досадна жаба испред болнице која гракће кроз отвор дају му одговор. |                    |                               |             |                        |                   |                                 |
| 77 | 5                  | "Музика за моје уши (1. део)" | Џордан Хог  | Џејмс Хол              | 4. фебруар 2021.  | 8,38                            |
| Концертни пијаниста Паша Вердиников убијен је док је компоновао у својој соби за клавиром. Међутим, сви осумњичени - Пашина жена Грејс, њихов баштован Делфорд, Пашин син Џозеф и њихова кућна помоћница Меги - су алиби једни другима. Иницијали "ЕШ" пронађени обрисани крвљу на столици за клавир важан су траг и воде до Ејдана Шокроса који је наводно погинуо у саобраћајној несрећи две деценије раније и који је имао везу за једну ноћ са Грејс. Ипак, његови отисци су на пиштољу који је убио Пашу. Случај захтева да ДН Касел оде у Лондон. Кетрин, која познаје породицу, нападнута је у својој кући. Начелник Патерсон зове њену ћерку Камил која ради у париској полицији, а некад као ДН полиције на Сент Мерију.                 |                    |                               |             |                        |                   |                                 |
| 78 | 6                  | "Лаж или срећа (2. део)"      | Џордан Хог  | Џејмс Хол              | 5. фебруар 2021.  | 8,62                            |
| Кетрин из болничког кревета говори Невилу да је разговарала са Пашом у луци. Пратећи тај траг, екипа и ДН Камил Бордеј која мења Каселову одлазе на суседну Сент Хелен на клинику на којој је Ејдан Шокрос који умире од рака. Тиме настаје проблем − кога су пре 20 година сахранили Паша и Ејдан да би лажирали његову смрт. Препознавање тела објашњава Пашино убиство, а микроталасна како. Ствари се погоршавају за Кетрин у болници са чиме Камил тешко излази на крај па халуцинира инспектора Ричарда Пула који је убијен на острву. |                    |                               |             |                        |                   |                                 |
| 79 | 7                  | "Негде у времену"             | Тоби Фроу   | Тoм Неш                | 12. фебруар 2021. | 7,75                            |
| Скип Марсден је пронађен са својим гумењаком на плажи са харпуном у грудима 18 километара од места где је његов чамац био усидрен на мору уз бову на којој су четири добростојећа пијана члана јеленске забаве и један размажени млади виконт који ускоро треба да се жени. Паркер и екипа морају да утврде како је Марсден завршио на плажи када је његов гумењак био неупотребљив, а ГПС је потврдио да се његов чамац никада није померио. Други проблем је био да је Марсден имао псећу длаку у грлу од свог пса који је угинуо два месеца раније. Откриће да је Марсден био шверцер дроге који је користио фиксну плутачу као бацач дроге додатно је закомпликовао злочин и пету особу је занимало место где се дрога налази.                |                    |                               |             |                        |                   |                                 |
| 80 | 8                  | "Никад те нећу пустити"       | Тоби Фроу   | Џули Диксон            | 18. фебруар 2021. | 8,19                            |
| Емет Питерсон се затетурао у полицијску станицу у крвавој кошуљи, са пиштољем и верује да је убио своју најбољу пријатељицу, пословну жену Гарденију Дужон. Паркер сумња пошто је пронашао бојицу на месту злочина. Удубљивање у Дужонину прошлост доводи до смрти њеног младог сина пре 15 година као и до уцењивача Тарона Винсента којег су њен параноични муж и 21-годишња ћерка познавали само као бившег запосленог. Плави лак на штитнику за прсте пиштоља и слике снимљене на месту злочина дају Паркеру одговор. Наредник Хупер прихвата унапређење, али облак се надвио над екипом када је полицајац приправник Прајс изазван да нападне Винсента. Кетрин подстиче Паркера да предузме акцију у вези са својим осећањима према Флоренс. |                    |                               |             |                        |                   |                                 |